# Arnold Busch
Arnold Busch (ur. 5 maja 1876 w Grünenplan, zm. 15 października 1951 w Cismarze) – niemiecki malarz i grafik.

## Życiorys
Od dzieciństwa kształcił się w dziedzinie kierunków plastycznych, dochodząc do otrzymania w 1912 tytułu profesora na Państwowej Akademii Sztuki i Rzemiosła Artystycznego we Wrocławiu. Uczestniczył w działaniach wojennych w latach 1914–1918. Zajmował się wtedy portretowaniem wysokich oficerów armii cesarskiej.
Od lat 1930. zimą przebywał głównie w Berlinie-Wilmersdorfie, dokąd przeniósł się z Wrocławia w 1932, już po rezygnacji z zajęć w Akademii Sztuki i Rzemiosła Artystycznego. W 1918 zakupił dom w Sokołówce koło Polanicy-Zdroju, który traktował jako dom letni, a z uwagi na niebezpieczeństwo nalotów mieszkał w nim na stałe w latach 1940–1945. Dom doszczętnie spłonął w styczniu 1945 (bez związku z działaniami wojennymi).
Uprawiał malarstwo pejzażowe i portretowe, uczestniczył w wielu wystawach we Wrocławiu, Berlinie, Hamburgu, Dortmundzie i Wiedniu. Od 1939 był członkiem Kłodzkiej Grupy Artystycznej, należał też do kolonii artystycznej „Bractwa św. Łukasza” w Szklarskiej Porębie. Był członkiem Związku Artystów Śląska (niem. Künstlerbund Schlesien). W czasach nazizmu malował m.in. portrety nazistowskich funkcjonariuszy kulturalnych i niemieckich oficerów marynarki wojennej (pięć z nich zakupił do swej kolekcji Hitler), portret feldmarsz. Ernsta Buscha, Josepha Goebbelsa. Szef kancelarii NSDAP, sekretarz führera, Martin Bormann w 1944 zakupił obraz Buscha Portret syna w zbroi rycerskiej.
Po przegranej przez Niemcy II wojny światowej, w 1946 musiał opuścić Sokołówkę. Przeprowadził się do Cismaru, położonego w powiecie Ostholstein (kraj związkowy Szlezwik-Holsztyn), niedaleko kąpieliska Grömitz nad brzegiem Zatoki Meklemburskiej, gdzie zmarł w 1951.